# دروازه شکسته (فیلم ۱۹۲۷)
دروازه شکسته (انگلیسی: The Broken Gate) فیلمی در ژانر کمدی به کارگردانی جیمز سی. مک‌کی محصول سال ۱۹۲۷ کشور ایالات متحده آمریکا است. در حال حاضر نسخه‌ای از این فیلم موجود نمی‌باشد.

## بازیگران
- دورتی فیلیپس - Aurora Lane
- ویلیام کالی‌یر - Don Lane
- جین آرتور - Ruth Hale
- فیلیپس اسمالی - Judge Lucius Henderson
- فلورنس ترنر - Miss Julia
- گیبسن گالند - Ephraim Adamson
- Charles A. Post - Johnny Adamson
- Caroline Rankin - Mrs. Ephraim Adamson
- ورا لوئیس - Invalid
- Jack McDonald - Sheriff Dan Cummins
- Charles Thurston - Constable Joe Tarbush
- Adele Watson - Gossip